# 2007 CS79
2007 CS79, também escrito como 2007 CS79, é um objeto transnetuniano que está localizado no Cinturão de Kuiper, uma região do Sistema Solar. Este corpo celeste é classificado como um cubewano. Ele possui uma magnitude absoluta de 7,1 e tem um diâmetro estimado com 167 km.

## Descoberta
2007 CS79 foi descoberto no dia 19 de janeiro de 2007 pelos astrônomos P. A. Wiegert e A. Papadimos.

## Órbita
A órbita de 2007 CS79 tem uma excentricidade de 0,040 e possui um semieixo maior de 44,462 UA. O seu periélio leva o mesmo a uma distância de 42,701 UA em relação ao Sol e seu afélio a 46,224 UA.